# ポリディクテュス科
ポリディクテュス科（学名：Pholidichthyidae）は、スズキ目に所属する魚類の分類群の一つ。本科のみでポリディクテュス亜目を構成し、西部太平洋の熱帯域から1属2種が記載される。

## 分布・生態
ポリディクテュス科は2種のみを含む小さなグループで、いずれもフィリピン南西端からソロモン諸島にかけての熱帯域に分布する海水魚である。日本の近海からの報告はない。
Pholidichthys leucotaenia は礁湖などサンゴ礁域で生活し、しばしば濃密な群れを形成する。鮮やかで明瞭な斑紋をもち、観賞魚として利用されることもある。一方、P. anguis は1996年に記載された比較的新しい種で、底生性とみられる以外の詳しいことはわかっていない。

## 形態
ポリディクテュス科の仲間はウナギのように細長く、体表は鱗をもたず滑らかである。最大で全長34cmほどに成長する。鼻孔は1対で、仔魚は両眼の間に4つの付属腺を有する。
背鰭と臀鰭の基底は長く、それぞれ66-98本・49-81本の軟条からなり、円い尾鰭と連続する。腹鰭は胸鰭基底の直下かやや前方に位置し、1本のか細い棘条と2-3本の軟条で構成される。胸鰭の鰭条は15本。下咽頭骨は癒合して単一の骨となり、眼窩間領域に中隔骨が存在する。副蝶形骨の上行突起を欠き、後翼状骨は大きい。椎骨は71-101個。

## 分類

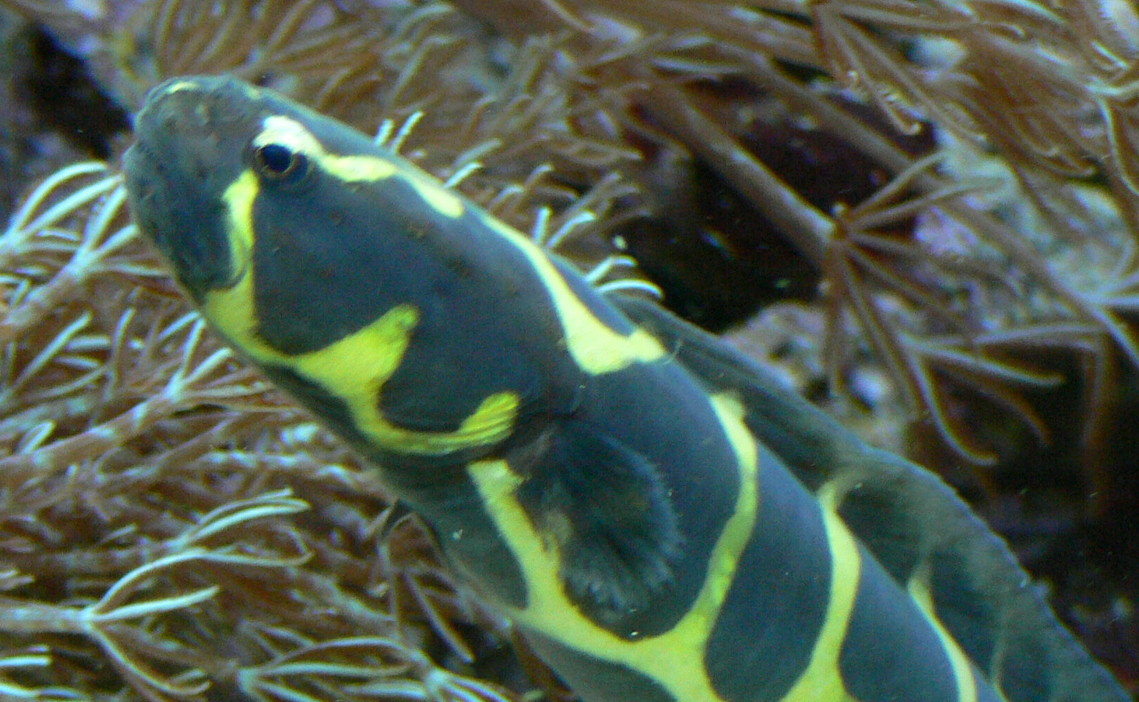
ポリディクテュス属の1種（Pholidichthys leucotaenia）。稚魚は有毒なトゲをもつゴンズイ（ナマズ目）に擬態することが知られている

ポリディクテュス科にはNelson（2016）の体系において1属2種が認められている。
本科魚類の形態学的特徴は他の複数の分類群と互いに共通するため、分類上の位置付けが極めて困難となっている。これまでにギンポ亜目・ベラ亜目・ワニギス亜目などさまざまなグループに含められてきたが、Nelson（2016）の体系ではカワスズメ目に分類されている。
- ポリディクテュス属 Pholidichthys
  - Pholidichthys anguis
  - コンビクトブレニー Pholidichthys leucotaenia